# Энергомост Сахалин — Хоккайдо
Энергомо́ст Сахали́н — Хокка́йдо — коммерческий проект энергоснабжения Японии с Сахалина через пролив Лаперуза (ширина в самой узкой части 43 км, средняя глубина 20-40 м, максимальная глубина 118 м; зимой покрывается льдом.).

## История
В начале «нулевых годов» впервые возникла идея энергомоста, по которому Россия могла бы поставлять генерируемую ею электроэнергию в Японию.
Со стороны Японии к этому проекту тогда особого интереса не возникло: по самым разным причинам. От технологических и экономических до политических.

Тем не менее, после катастрофы с АЭС «Фукусима» в 2011 году и последовавшем в 2013 году выключением всех атомных реакторов,
 перед Японией встала проблема нехватки генерации электроэнергии для нужд своей страны.
Подвижки в приближении реализации проекта произошли во время визита Президента страны в Страну Восходящего Солнца.
Информационное агентство Sputnik пришло к выводу, что визит нашего президента Владимира Путина в Токио даст толчок многим российско-японским энергетическим проектам, причем, что примечательно, наилучшие перспективы здесь у энергетического моста из России в Японию.

## Технологические проблемы
Часть Японии запитана сетями с частотой 50 Гц; другая часть — сетями с частотой 60 Гц. «Мостик» между ними осуществляется с помощью промежуточного перехода на постоянный ток. И хрупкий баланс (при весьма низкой предельной мощности «мостика»-интерконнектора), при подаче электроэнергии по энергомосту, неминуемо будет нарушен.
- 50 герц: Токио, Кавасаки, Саппоро, Йокогама
- 60 герц: Осака, Окинава, Киото, Нагоя

Четыре вставки постоянного тока, установленные между ЛЭП ... способны перекидывать не более 4 х 300 МВт.

## Юридические проблемы
Действующее законодательство Японии запрещает импорт электроэнергии: можно импортировать энергоресурсы, но конечный продукт (электроэнергию) — нет.

## Проект энергомоста в Японию

### Первая очередь
В плане реализации первой очереди энергомоста, намечено получение электроэнергии с Сахалинской ГРЭС-2 (введена в эксплуатацию в 2019 году) плюс вторая и третья очереди Южно-Сахалинской ТЭЦ и, возможно, Ногликская ГТЭС — в сумме, мощность перетока составит до 500—600 МВт*ч.
И на этом первая очередь энергомоста фактически заканчивается (чему есть две причины):
1. на Сахалине закончатся экспортные возможности,
2. на острове Хоккайдо закончатся транзитные возможности:
  1. за проливом Лаперуза, где и находится Хоккайдо, энергодефицита нет: острову хватает тех энергомощностей, которое он производит сам.
  2. Электроэнергии же не достаёт острову Хонсю, который фактически является одним мегаполисом Токио-Осака.

Российское электричество, когда придёт на север Хоккайдо в полном объёме, — потребует построить, до самого юга Японии, целую систему ЛЭП; а также, соответствующим образом подготовить береговую инфраструктуру: и на Хоккайдо, и на Хонсю.
... А вот то, что может прийти в рамках первой очереди проекта энергомоста, Хоккайдо способен «протолкнуть» транзитом через себя по уже существующей системе ЛЭП. Насмотревшись в своё время на северного соседа, японцы предусмотрительно сделали запас пропускной способности.
...Хоккайдо будет вполне способен принять и передать на Хонсю 0,5 -0,6 ГВт*ч сахалинской электроэнергии. Хватит и мощности проложенного между Хоккайдо и Хонсю подводного кабеля – но только для первой очереди российско-японского энергомоста.
Интерконнектор Хоккайдо — Хонсю работает с постоянным током.

### Вторая очередь
Вторая очередь — это план соединения энергосистем Сахалина и материковой части Дальневосточного федерального округа; для Японии это новый подводный коннектор Хоккайдо — Хонсю (и допуск российских компаний к строительству системы ЛЭП и подстанций на территории Хоккайдо).
К российско-японскому энергомосту должны присоединить свои мощности:
- 3-я очередь Комсомольской ТЭЦ-1,
- Амурская ТЭЦ и
- Майская ГРЭС.

Согласно планированию компании «РусГидро», материк и Сахалин свяжет интерконнектор за счет иностранного инвестора.
В случае присоединения к энергомосту электростанций Дальнего Востока, мощность перетока будет доведена до 2 ГВт.

### Третья очередь
Третья очередь российско-японского энергомоста (проект от «РусГидро») — подключение к нему «мощностей электростанций Сибири».